# أديلسون (لاعب كرة قدم)
أديلسون هو لاعب كرة قدم برازيلي في مركز الهجوم، ولد في 10 يناير 1959 في Igarapava ‏ في البرازيل. لعب مع جوبيلو إيواتا وسبورت ريسيفي ونادي بونتي بريتا ونادي كورينثيانز.